# Novosvobódnaia
Novosvobódnaia - Новосвободная (rus) - és una stanitsa de la República d'Adiguèsia, a Rússia. Es troba prop de la confluència del riu Mamriuk amb el riu Fars, a 29 km al sud-est de Tulski i a 38 km al sud-est de Maikop.
Pertany al municipi d'Abadzékhskaia.